# Salamandrina perspicillata
Salamandrina perspicillata  (лат.) — вид хвостатых земноводных из семейства настоящих саламандр.
Небольшая саламандра с длиной тела от 35 до 85 мм. Самки крупнее самцов. Тело плоское с явно видимыми рёбрами. Четыре пальца на обеих передних и задних ногах. Окраска тела тёмно-коричневого или серо-чёрного цвета. Хвост частично красноватый. Нижняя часть хвоста и ног ярко-красные. Брюхо белого, беловатого или сероватого цвета с пятнами тёмно-серого или чёрного цвета.
Эндемик Италии. Распространён в Апеннинских горах к северу от реки Вольтурно до Лигурии. Обитает в основном в горных и холмистых районах, как правило, на высоте 200—900 метров над уровнем моря. Населяет лесные участки с обильным подлеском.